# Spider-Man: The New Animated Series
Spider-Man: The New Animated Series é uma série de televisão em animação lançada em 2003, com 13 episódios. Foi transmitido no Brasil pela Nickelodeon. Foi adicionado ao Disney+ em 19 de outubro de 2022.Em Portugal foi exibida pela TVI e mais tarde pelo Panda Biggs.

## Elenco

### Personagens principais
| Personagem                  | Dublador            |
| --------------------------- | ------------------- |
| Peter Parker / Homem-Aranha | Neil Patrick Harris |
| Mary Jane Watson            | Lisa Loeb           |
| Harry Osborn                | Ian Ziering         |

### Personagens recorrentes
| Personagem       | Dublador        |
| ---------------- | --------------- |
| Indira Daimonji  | Angelle Brooks  |
| J. Jonah Jameson | Keith Carradine |

### Participações especiais
| Personagem                 | Dublador              |
| -------------------------- | --------------------- |
| Frank Elson                | Stan Lee              |
| Dr. Curt Connors / Lagarto | Rob Zombie            |
| Felicia / Gata Negra       | Eve Jihan Jeffers     |
| Roxanne Gaines             | Kathy Griffin         |
| Roland Gaines              | Jeremy Piven          |
| Kraven                     | Michael Dorn          |
| Rei do Crime               | Michael Clarke Duncan |
| Agente Mosely              | Keith David           |
| Dr. Zellner                | Jeffrey Combs         |
| Silver Sable               | Virginia Madsen       |
| Sergei                     | James Marsters        |
| Turbo Jet                  | Harold Perrineau      |
| Shikata                    | Gina Gershon          |
| Max Dillon / Electro       | Ethan Embry           |
| Flash Thompson             | Devon Sawa            |
| Cristina                   | Tara Strong           |

## Episódios
| #  | Título                  | Data                   |
| -- | ----------------------- | ---------------------- |
| 1  | "Heroes and Villains"   | 11 de julho de 2003    |
| 2  | "Royal Scam"            | 15 de agosto de 2003   |
| 3  | "Law of the Jungle"     | 18 de julho de 2003    |
| 4  | "The Sword of Shikata"  | 11 de julho de 2003    |
| 5  | "Keeping Secrets"       | 18 de julho de 2003    |
| 6  | "Tight Squeeze"         | 25 de julho de 2003    |
| 7  | "Head Over Heels"       | 25 de julho de 2003    |
| 8  | "The Party"             | 22 de agosto de 2003   |
| 9  | "Flash Memory"          | 29 de agosto de 2003   |
| 10 | "Spider-Man Dis-Sabled" | 8 de agosto de 2003    |
| 11 | "When Sparks Fly"       | 1 de agosto de 2003    |
| 12 | "Mind Games, Part One"  | 5 de setembro de 2003  |
| 13 | "Mind Games, Part Two"  | 12 de setembro de 2003 |